# 橘公業
橘 公業（たちばな の きんなり）は、平安時代末期から鎌倉時代前期にかけての武士。公成、小鹿島公業とも表記される。長門国守護。弓の名手であったと伝えられている。

## 略歴
橘公長の次男として誕生。
元々平知盛の家人であった父に従い、治承四年（1180年）に平家を見限って源頼朝の麾下に入る。文治元年（元暦二年 1185年）、源義経から先陣を任じられ四国打手の大将となり讃岐に上陸。
奥州合戦の論功で出羽国小鹿島（現秋田県男鹿市）の地頭に補された。文治5年（1189年）に起きた大河兼任の乱では敵前逃亡するなど一時は源頼朝の不興を買うが、結果として援軍を待ってから敵に当たった行為が適切であったとの評価を得、乱後も小鹿島の所領を維持したほか、加えて出羽国秋田郡（現秋田県南秋田郡、潟上市、秋田市）を得た。秋田開発においては水運を積極的に強化し、八郎潟舟運と雄物川舟運を日本海で繋ぎ、河川においても舟運に従事し秋田平野の開発を推進した。八郎潟東岸には巨大な製鉄炉を建造し洲崎には堀で囲まれた武家屋敷街を建設した。
鎌倉では御的始めのような重要な行事に参加を義務付けられ、頼朝側近の立場として常日頃は鎌倉の屋敷に居住した。承元3年（1209年）12月、御家人の美作朝親の室と密通していたことから、朝親との間で合戦となり掛ける事態となり、実朝の命を受けた北条時房の仲介により事なきを得るという騒ぎにまで発展している。
承久3年（1221年）、長門守護となる。嘉禎2年（1236年）に、本領であった伊予国宇和郡を西園寺公経に譲り、替地として肥前国杵島郡長島庄、大隅国種ケ島、豊前国副田庄、肥後国球磨郡久米郷を与えられ、鎌倉より一族郎党を率いて肥前国へ入部し、嘉禎 3 年（1237年）潮見山に潮見城を築き居城とした。間もなく隠居し、所領を子の公義に継いだ。子孫はかつて所領とした小鹿島の地名をとった小鹿島氏として知られ、肥前国杵島郡長島庄を中心に広がり、子の公義の子（公業の孫）の代に至り渋江、牛島、中村、中橋の四家に姓を改め所領を分割した。